# Finn Olesen (professor)
Finn Olesen (født 12. juli 1959) er professor ved Aalborg University Business School. Hans forskningsområde er makroøkonomi, hvor han har forsket i post keynesiansk teori, teorihistorie, økonomisk metodologi, videnskabsteori, EU’s økonomiske integration. Han underviser i makroøkonomi, teorihistorie, økonomisk metodologi & europæisk økonomisk integration. Han er en heterodoks post keynesiansk økonom og har fokus på, at undervisningen gør de studerende opmærksom på al den virkelighed, der ikke kan reduceres til en økonomisk model eller et regneark.

Han er uddannet Cand.oecon. fra Aarhus Universitet (1984) og fik tildelt sin Ph.d. fra Roskilde Universitet med afhandlingen Med John Maynard Keynes som inspirator – et arbejde i teorihistorie og økonomisk metodologi (2007).

I 2020 blev han kåret som Årets Underviser på oecon.

## Publikationer
Finn Olesen har udgivet 8 bøger:
- Progressive Post-Keynesian Economics – Dealing with Reality Jesper Jespersen & Finn Olesen (eds.), Edward Elgar 2019.
- Mod strømmen – en stridsmand fylder 70 – Et festskrift til Jesper Jespersen Finn Olesen & Mogens Ove Madsen (red.), Aalborg Universitetsforlag 2019.
- Macroeconomics After the Great Financial Crisis: A Post-Keynesian perspective Mogens Ove Madsen & Finn Olesen (eds.), Routledge 2016.
- Danske bidrag til økonomiens revolutioner Syddansk Universitetsforlag 2014.
- John Maynard Keynes: The Making of a Revolution – The birth of modern macroeconomics Verlag Dr. Müller, Saarbrücken 2010.
- Rundt om The General Theory – en teorihistorisk belysning Syddansk Universitetsforlag 2007.
- Den økonomiske teoris rødder – fra Aristoteles til Lucas Systime Academic 2002, Finn Olesen & Kurt Pedersen
- Økonomi, Historie & Statistik – en metodebog Jurist- og Økonomforbundets Forlag 2001, Finn Olesen & Birgit Nahrstedt